# Minibloq
Minibloq è un software libero che offre un ambiente di sviluppo integrato, dedicato alla programmazione della scheda Arduino, di robot e di altre piattaforme hardware di physical computing. È dotato di un'interfaccia grafica intuitiva per renderlo adatto allo scopo per il quale è stato creato, fornire un ausilio per l'insegnamento della programmazione e della robotica a principianti.

## Funzionamento
Minibloq è un generatore di codice. Ciascun blocco di codice è configurato in XML. Nella sua prima versione, permette di vedere il codice generato (per questo scopo usa Scintilla).
I seguenti sono alcuni esempi di codice generato per Arduino, attraverso i blocchi dell'interfaccia grafica:

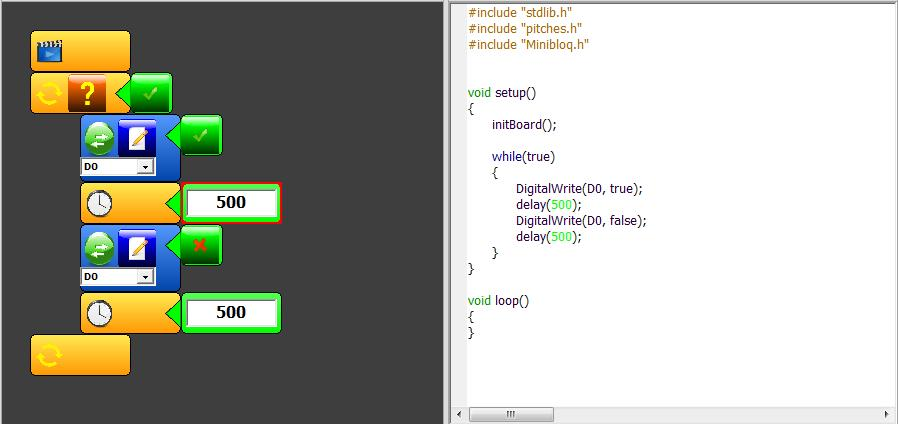
Blink: blocchi e codice
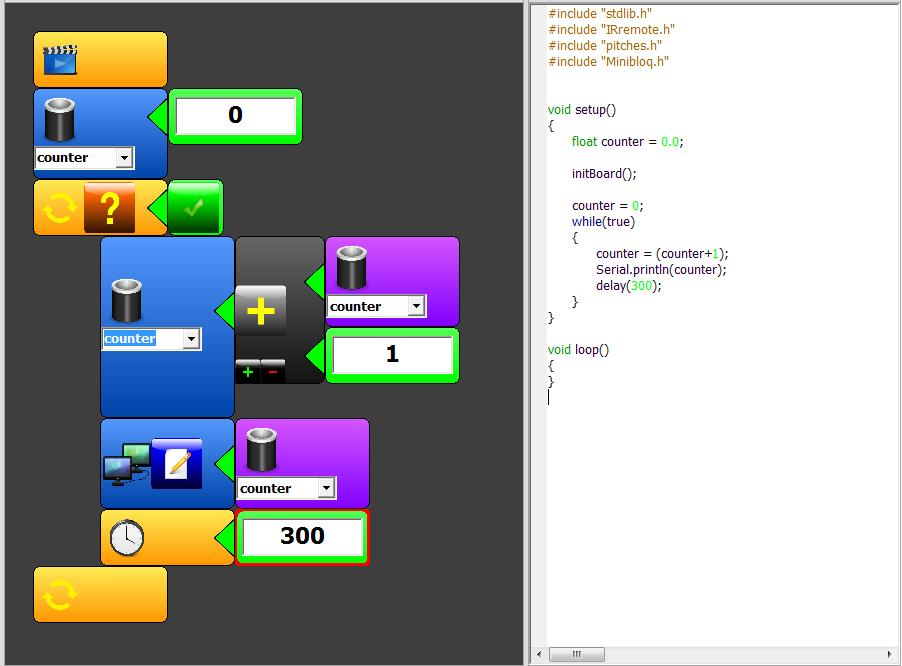
Un semplice contatore, con output seriale.
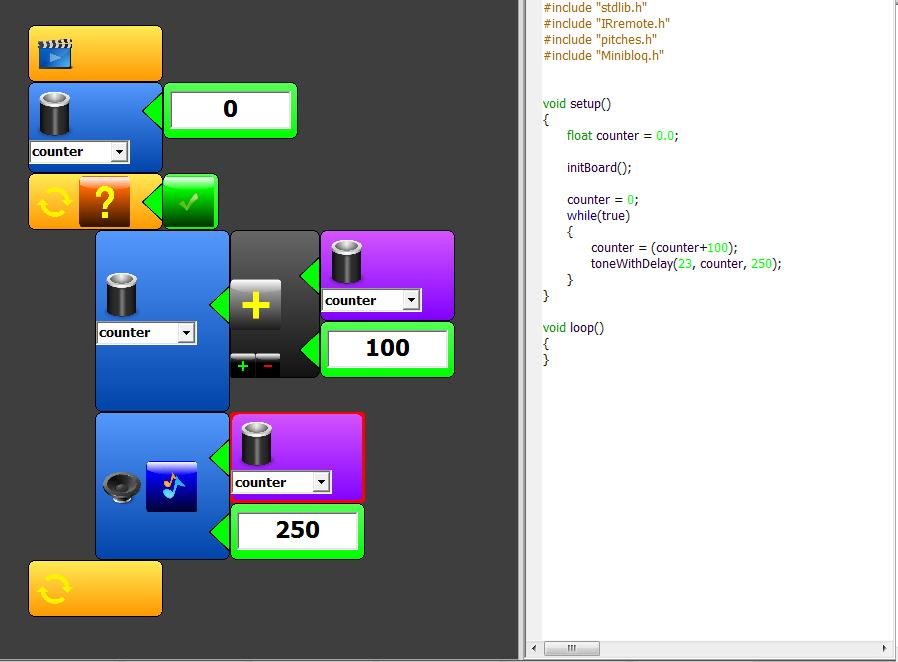
Toni (con un buzzer) a frequenza variabile.
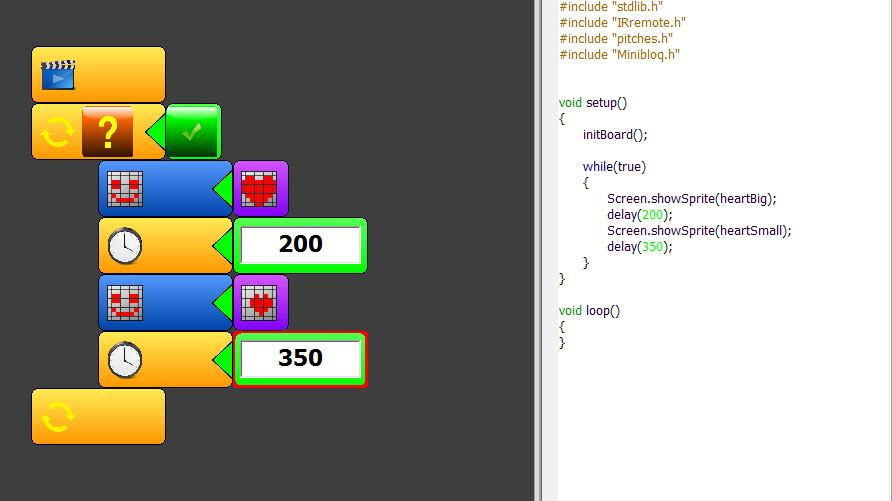
Sprite per schermi a matrice di LED.
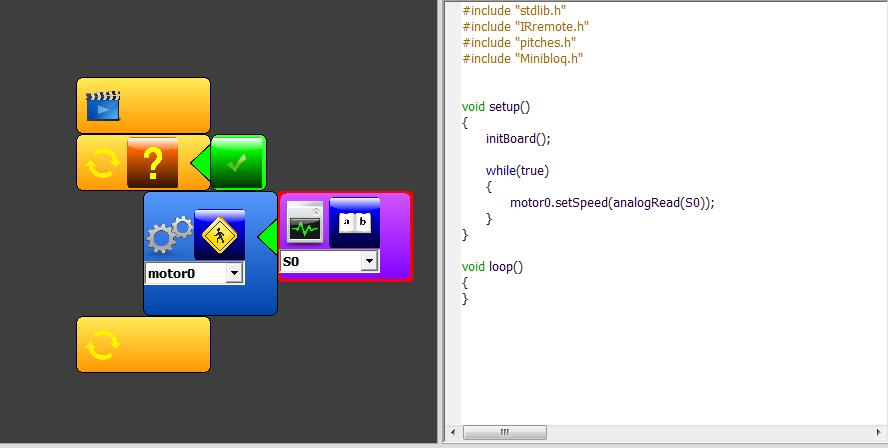
Variazione di velocità di un motore con un sensore analogico

## Caratteristiche

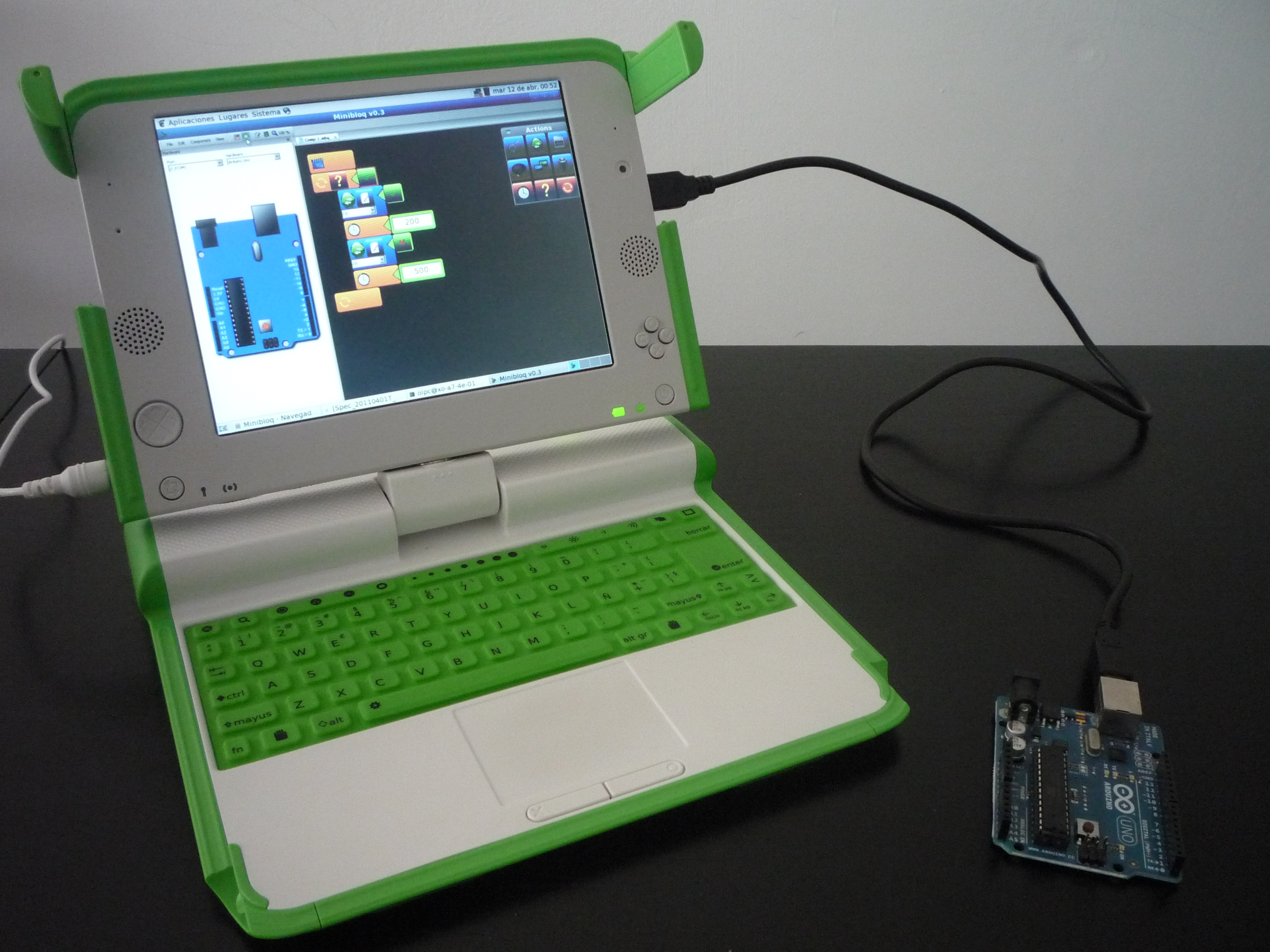
Minibloq + OLPC + Arduino.

Caratteristiche salienti di Minibloq sono l'interfaccia visuale, e la capacità di generare il codice a partire da uno schema grafico a blocchi disegnato dall'utente. Per questa sua impostazione intuitiva, il software è indirizzato ad avvicinare i neofiti alla programmazione di microcontroller, in contesti scolastici ed educativi che vanno dalla scuola primaria al livello liceale.
L'applicazione, compilata con GCC, si presta a essere utilizzata anche su computer a più basse prestazioni, come netbooks, OLPC XO-1, Intel-Classmate.

### Piattaforme
Sebbene questo software sia stato sviluppato per Windows, non è limitato a quest'ultima piattaforma, essendo funzionante anche sotto Linux grazie al progetto Wine.